# Bico-adunco-gigante
Bico-adunco-gigante (Conostoma oemodium) é uma espécie de ave da família dos paradoxornitídeos. É a única espécie do género Conostoma.
Pode ser encontrada nos seguintes países: Butão, China, Índia, Mianmar e Nepal.